# Benigno Aquino
Benigno Aquino (celým jménem Benigno Simeon „Ninoy“ Aquino, Jr.; 27. listopadu 1932 Concepcion – 21. srpna 1983 Manila) byl filipínský politik, vůdce opozičního boje proti diktátorovi Ferdinandu Marcosovi. Při vystupování z letadla na letišti v Manile byl roku 1983 zastřelen najatým vrahem. Jeho smrt vedla k největším protivládním protestům v dějinách země, které nakonec katapultovaly jeho ženu Corazon Aquinovou do pozice nového vůdce filipínské opozice. Corazon Aquinová se nakonec stala v roce 1986 prezidentkou Filipín, v roce 2010 se prezidentem stal jejich syn Noynoy Aquino. Letiště v Manile po něm nese jméno Ninoy Aquino International Airport.

## Životopis

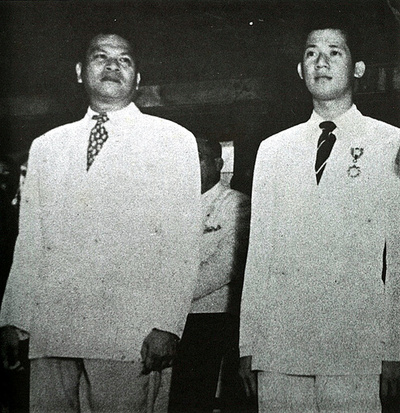
Benigno Aquino (vpravo) roku 1951

Narodil se ve městě Concepcion v provincii Tarlac, která se nachází 100 km severně od hlavního města Manily. Jeho rodina patřila mezi bohaté filipínské klany, jejichž příjem pocházel hlavně z vlastnictví půdy. Benignův otec Benigno S. Aquino starší, byl během druhé světové války členem vlády, která spolupracovala s okupačními japonskými silami. Benigno Aquino se stal v svých 17 letech nejmladším válečným zpravodajem z Koreje. Po návratu z této země byl vyznamenán filipínským prezidentem (Philippine Legion of Honor).
Po válce byl Aquino jedním z vyjednavačů, kterým se podařilo dosáhnout bezpodmínečné kapitulace hnutí Hukbalahap (vojenská odnož komunistické strany Filipín), které bojovalo proti japonské okupaci a později proti západním silám na Filipínách.
Jeho politická kariéra začala zvolením starostou města Concepcion. Měl v té době pouze 22 let, což byl nejnižší věk starosty, který byl do té doby na Filipínách zaznamenán. Ve věku 27 let se stal viceguvernérem provincie Tarlac. O dva roky později byl zvolen za guvernéra této provincie a ve věku 34 let byl zvolen senátorem. Ve filipínském Senátu se začal jeho politický konflikt s Ferdinandem Marcosem. Již během prvního roku působení v senátu varoval veřejnost před tehdy ještě nediktátorsky vládnoucím Marcosem. Upozorňoval na jeho neobvyklé budování armády, snahy o uzurpování moci a porušování demokratických principů v zemi. Tato varování zazněla pouze čtyři roky před vyhlášením stanného práva na Filipínách a přeměnou demokratického režimu na diktátorský.
Aquino několikrát slovně napadl Marcose za mnohamilionové extravagantní excesy jeho ženy Immeldy. Marcos ho v hněvu často nazýval „rozený lhář“. V té době se očekávalo, že Aquino bude příští prezident Filipín. Jejich vzájemný konflikt se vyostřil poté, co vybuchly dva granáty na Plaza Miranda. Na tomto náměstí se v době výbuchů konal politický mítink Liberální strany, které byl Aquino členem.
21. září 1972 Ferdinand Marcos vyhlásil stanné právo. Téměř okamžitě byl Aquino zatčen a obviněn z mnoha trestných činů. Proces trval roky. Během něj Aquino protestoval proti průběhu procesu hladovkou, která ho málem stála život. V roce 1977 byl shledán vinným a odsouzen k smrti zastřelením.
Během pobytu ve vězení Aquino utrpěl sérii srdečních infarktů. Odmítl však být operován na Filipínách. Nakonec mu bylo umožněno vycestovat do USA, kde mu udělali srdeční bypass. Po operaci strávil sedm let v USA v dobrovolném exilu. Nadále přitom tvrdě kritizoval Marcosův režim.
V roce 1983 se rozhodl po letech vrátit na Filipíny. Marcosův zdravotní stav se zhoršoval a Aquino viděl možnost klidné demokratické transformace země. Byl si však vědom rizika; před příletem do Manily upozorňoval novináře, aby měli připravené kamery, protože, pokud se ho pokusí zastřelit, tak vše proběhne velmi rychle.
21. srpna roku 1983 přistálo jeho letadlo na letišti v Manile. Aquino stačil udělat pouze několik kroků na filipínské půdě, než byl zastřelen. Výstřel směřoval z krátké vzdálenosti do týla jeho hlavy. Aquinova smrt otřásla domácím i světovým veřejným míněním a byla spouštěčem politických změn, které vedly k znovunastolení demokracie na Filipínách.